# Баубо

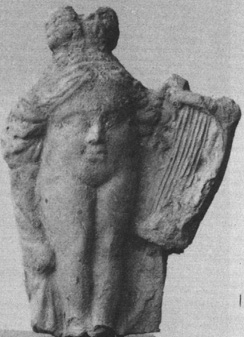
Грецька теракотова фігурка Баубо, типу «обличчя на торсі». У руці тримає ліру зразка, поширеного в м. Прієна в Малій Азії.

Баубо́ (дав.-гр. Βαυβώ) — персонаж з елевсінського міфу про Деметру, що виник переважно під впливом орфізму. Засмучену Деметру, коли вона в пошуках дочки прибула в Елевсін, мешканка цього міста Баубо гостинно прийняла в своєму домі, почастувала освіжним напоєм, розважала малопристойними розмовами й жестами. За деякими міфами, Баубо — дружина Дісавла, мати улюбленця Деметри Триптолема.

## Фігурки Баубо
Фігурки, відомі як «Баубо», знаходять у великій кількості, зазвичай вони пов'язані з Грецією. Їх виробляли багато і в багатьох стилях виконання, але базова фігура завжди включає вульву, зображену такими способами:
- Повна жінка з розставленими ногами, вказує на свою відкриту вульву.
- Гола фігура з арфою, що сидить з розставленими ногами на спині дикого кабана.
- Голий безголовий торс з обличчям на ньому і вульвою на підборідді цього обличчя.
- Сидяча фігура зі збільшеною вульвою, що заповнює простір між ногами.
- Гола фігура навпочіпки з руками на геніталіях.

Фігурки зазвичай мали пропрацювані зачіски, деякі тримали кубки чи арфи. Деякі були споряджені кільцем на голові, що, очевидно, вказує на те, що їх використовували як підвіски (можливо, вони слугували амулетами).